# La danza del gabbiano
La danza del gabbiano è un romanzo di Andrea Camilleri, il quindicesimo con protagonista il commissario Montalbano, pubblicato da Sellerio il 28 maggio 2009.

## Trama
Un Montalbano disilluso, sempre più vecchio nell'animo più che nel corpo, deve affrontare la sparizione di un amico: l'ispettore Fazio, fissato con i "pizzini" anagrafici degli indagati, ma nato per essere "sbirro", intelligente collega di tante indagini e talvolta tanto confidente da prevenire le azioni irruenti del commissario e di metterlo così al sicuro da qualche comportamento disinvolto.
La crisi di Montalbano si fa sempre più profonda: è dal romanzo Il giro di boa, quando è stato ferito, che il pensiero della vecchiaia e della morte non lo ha più abbandonato.
(Andrea Camilleri, Gente del 4.5.2009)
Ma questa volta avrà modo di scacciare questi pensieri tristi: ha accanto a sé Livia con cui sta per recarsi in vacanza. Giusto una scappata in commissariato per dare le ultime disposizioni ai suoi uomini. Ma manca Fazio: non è rientrato a casa, al suo cellulare non risponde…

### Capitolo 1
Dopo una nottata insonne Montalbano viene turbato dalla lenta morte di un gabbiano proprio di fronte la spiaggia di casa.
Una veloce nuotata e la giornata inizia con l'attesa in aeroporto dell'aereo che porterà Livia dopo mesi di assenza tra i due, aereo che è puntualmente in ritardo.
Montalbano rifletterà sul fatto che tutto in Italia sia costantemente in ritardo.
In programma c'è la volontà di Livia di visitare il barocco Siciliano nella valle di Noto e Ragusa a cui si contrappone un Montalbano poco intenzionato a seguirla.
Il rischio di incontrare in quei luoghi il protagonista della serie TV a lui dedicata, tale "Zingarelli", corretto da Livia in Zingaretti è l'unica e poco convincente scusa che Salvo trova per evitare il programma di Livia.
Camilleri rende così omaggio alla serie TV e al protagonista del suo personaggio.
Scopriamo così che il Salvo Montalbano del romanzo è molto più anziano e ha molti più capelli di quello della TV.

### Capitolo 2
Giunto in commissariato per la firma di alcune carte, Montalbano si imbatte in Mimì Augello
preoccupato dalla volontà di Beba di iscrivere il "picciliddro" al "giardino infantile" per poter andare a lavorare.
Notando che Mimì è costretto ormai ad indossare gli occhiali da vista, segno che il tempo passa anche per uno sciupa femmine come lui,i due discuteranno di questo e non più dell'asilo nido del piccolo.
Catarella fa accomodare il "Sig.Mizzica",proprietario di cinque pescherecci.
Preoccupato dal continuo ritardo in rientrata di uno di questi, il "Maria Concetta",il Sig. Rizzica (e non Mizzica alla Catarella)  comunica a Salvo di temere un traffico di droga.
La moglie di Fazio nel frattempo si presenta in commissariato, comunicando che,uscito per incontrare Montalbano al porto alle 22:00 della sera prima il marito non aveva ancora fatto ritorno a casa. 
Salvo decide di coprire Fazio, visto che la sera prima i due non avevano nessun appuntamento al porto e per non allarmare la donna dice di aver dimenticato di chiamarla come Fazio gli aveva chiesto.
Livia, alludendo all' antipatia che la "cammarera" Adelina ha verso di lei chiama Salvo in ufficio lamentandosi del frigo vuoto.

### Capitolo 3
Catarella viene incaricato di recuperare tutte le chiamate ricevute da Fazio nei giorni precedenti.
Si scopre che non fidandosi del sistema di registrazione delle chiamate Catarella detiene un personale registro delle comunicazioni telefoniche del commissariato e che un certo Sig.Mansella (con la S di Z) aveva chiamato diverse volte Fazio nei giorni precedenti.
Montalbano pur senza mandato inizia una personale ricerca tra ospedali e cliniche private,
contatta il Dott.Pasquano nella speranza che il collega non sia finito sul tavolo autoptico del medico legale.
In ultimo Montalbano si reca con Augello al porto, luogo in cui sarebbe scomparso Fazio stando al racconto della moglie.
I due aiutati da un finanziere che afferma di aver sentito esplodere due colpi di pistola, scoprono un bossolo sul molo del porto, temendo che il secondo sia rimasto fatalmente nel corpo dell'ispettore.
Iniziano le prime ipotesi su quanto possa essere accaduto con il macabro sospetto che Fazio possa essere stato ucciso e gettato in fondo al mare tramite una zavorra.
I sommozzatori allertati troveranno solo immondizia varia ma fortunatamente non il corpo di Fazio.

### Capitolo 4
Tornati in commissariato Salvo e Mimì riflettono sul fatto che Fazio deve essere nelle mani di qualcuno che dopo avergli sparato lo ha portato via dal porto.
Interrogato Catarella sulle ultime chiamate del giorno rivolte a Fazio, si scopre che Manzella non ha più chiamato da quando è scomparso.
Il giornalista Zito chiama in commissariato e chiede stranamente proprio di Fazio a Montalbano.
Augello torna a casa da Beba e il picciliddro, mentre Salvo dopo un breve riposo decide di andare al porto a vedere il movimento dei pescherecci.
Giunto al porto Montalbano sorvola sul commercio poco trasparente della vendita del pesce al dettaglio.
Incontra il Sig. Rizzica proprietario dei cinque pescherecci, tra cui il "Maria Concetta", al quale domanda i nomi dei componenti degli equipaggi.
Tra questi non figura il misterioso Manzella che cercava, per poi smettere improvvisamente di contattare Fazio.
Montalbano è convinto che almeno un testimone dell'accaduto debba esserci.
Stanco della nottata al porto si imbatte in commissariato in Nicolò Zito, il giornalista, che domanda da quanto sia scomparso Fazio.
Sorpreso Montalbano viene a sapere da Zito che un latitante lo ha contattato, convinto anche se non sicuro, di aver visto Fazio con la testa fasciata.
Si dirigono quindi presso la località Riviera per incontrarlo.
Montalbano sfinito dalla stanchezza si addormenta e si risveglia in macchina nel bel mezzo di un "chiarchiaro", un campo arido e secco, di cui la mafia  ha fatto negli anni un cimitero d'ossa sepolte.
Con gli occhi bendati da Zito incontra il latitante che non vuole essere riconosciuto. Il latitante dice di aver visto Fazio con tre uomini vicino la montagna Scibetta nella zona dei "pozzi sicchi". Con la testa fasciata e la camicia sporca di sangue Fazio veniva preso a pugni e cadeva in un abbeveratoio. Il latitante dichiara che si trovava lì per fuggire dai carabinieri che lo stavano cercando, aggiungendo di aver riconosciuto Fazio e di aver deciso di informare il commissario in quanto Fazio, in passato, si era comportato bene con lui e il figlio. Questo particolare farà sì che Montalbano riconoscerà nel latitante, Nicotra. 

### Capitolo 5
Un tempo floridi di acqua, i pozzi sicchi erano ormai delle cavità aride profonde trenta metri nei quali veniva gettato di tutto.
Allertata la scientifica, vigili del fuoco e medico legale iniziano le ispezioni dei pozzi.
Zito chiede di poter effettuare delle riprese a scopo giornalistico, Montalbano acconsente anche per ringraziarlo.
Senza di lui starebbero ancora nel porto a cercare Fazio.
Si scopre in un pozzo un corpo che fa tremare Montalbano e Augello ma la forte puzza da decomposizione esclude possa essere un cadavere di pochi giorni.
Nell'ultimo pozzo i vigili del fuoco intravedono un cadavere fresco, Montalbano inizia a vacillare e deve ricorrere all'aiuto di Augello per tenersi in piedi.
Dopo alcuni tentativi il vigile del fuoco calato nel pozzo riesce a recuperare il corpo, Montalbano intravede uno sguardo di intesa tra lui e Augello.
Un Montalbano stremato dalla fatica ormai fuori controllo urla di non voler estranei in quel momento e di voler restare a piangere l'amico con i colleghi più stretti.
Si intuisce così il forte legame affettivo e di profonda amicizia che Montalbano nutre verso Fazio.

### Capitolo 6
Durante il recupero del cadavere Montalbano viene preso da un crescente stato di agitazione ed ansia che lo porta a sporgersi sull'orlo del pozzo.
Il tempo di vedere che non si tratta dell'ispettore e Montalbano cade svenuto,
viene così caricato in macchina e portato via.
Dopo una sosta per riprendersi, con Gallo alla guida dell'auto tornano alla montagna Scibetta.
Il cadavere è di un trentenne, probabilmente l'uomo che teneva prigioniero Fazio.
Montalbano ipotizza che Fazio sia riuscito, liberandosi, a gettare l'uomo nel pozzo e che ferito alla testa si sia nascosto nei paraggi.
Montalbano e Gallo decidono di ispezionare in auto una galleria della montagna ma giunti all'interno vengono investiti da alcuni colpi di pistola.
Convinti ormai che si tratti di un uomo che tiene prigioniero Fazio 
tornano indietro e rientrano a forte velocità con luci e sirena 
accesa.
Montalbano sceso dall'auto ancora in corsa colpisce con un calcio l'uomo,scopre così di aver disarmato Fazio.
L'ispettore in stato confusionale non riconosce i suoi colleghi e viene ammanettato da Gallo su ordine di Montalbano per precauzione, mentre si dirigono presso l'ospedale di Fiacca.
La moglie di Fazio viene avvisata del ritrovamento e della corsa in ospedale.
Montalbano torna a casa e
dopo 12 ore di sonno ininterrotte scoprirà il frigo vuoto lasciato da Adelina e una lettera di Livia, della quale si era completamente dimenticato.
La donna scrive delle motivazioni e dello stato d'animo che l'hanno convinta a riprendere l'aereo per Boccadasse.
Inizialmente furiosa per essere stata lasciata sola senza nessuna comunicazione da Salvo,ha poi appreso da Catarella della sparizione e ricerca di Fazio.
Sapendo della particolare amicizia e stima tra l'ispettore e il commissario Livia capisce e giustifica la totale assenza di Salvo dal suo arrivo, rimproverandogli però di non aver trovato un momento per avvisarla dell'accaduto.
Colpito dalla sua sensibilità  ,Montalbano si interroga su come possa aver dimenticato di avvisarla e ancor peggio aver dimenticato proprio l'arrivo e la presenza di Livia.
Arriva alla conclusione che forse Livia è stata proprio cancellata dalla sua mente e dalla sua vita e che la sua sia solo una presenza ad intermittenza.
Apprende telefonicamente dalla moglie di Fazio che l'ispettore è stato operato alla testa.

### Capitolo 7
Catarella si emoziona nel veder tornare il commissario in ufficio e si scusa con lui per aver avvisato Livia degli eventi.
Montalbano lo rassicura che è tutto a posto e di non preoccuparsi.
Il Dott.Pasquano, medico legale, lo informa che il cadavere nel pozzo è di un trentenne gettato vivo 
all'interno,mentre il cadavere del primo pozzo è di un sessantenne a cui hanno sparato prima ad un piede, poi torturato con un coltello e infine ucciso con tre colpi di pistola al petto e due al volto per renderlo irriconoscibile.
Il medico comunica che il corpo si trovava nel pozzo da circa una settimana e che gettato nudo aveva i piedi curati, segno che l'uomo aveva l abitudine di ricorrere al pedicure, inoltre aveva subito un intervento alla gamba destra e che quindi molto probabilmente zoppicava.
Montalbano suo malgrado viene convinto da Augello ad informare il questore Bonetti Alderighi ed essendo questi assente, Montalbano si troverà a comunicare con il dottor Lattes della sua famiglia immaginaria.
Adelina rientra in servizio data 
l'assenza di Livia.
Montalbano si concede un pranzo eccellente nella trattoria di Enzo ed al rientro in commissariato preso dall'abitudine chiede a Catarella di mandargli Fazio.
I due vengono presi dalla malinconica assenza del collega.
Montalbano invia Gallo presso i centri di pedicure chiedendo informazioni di un sessantenne zoppo.
Fazio si risveglia dall'operazione, perfettamente riuscita.
La moglie avvisa telefonicamente Montalbano che con gioia viene a sapere che l'amico/collega ha chiesto di lui al suo risveglio.

### Capitolo 8
Montalbano viene chiamato in ufficio dal questore che furibondo chiede spiegazioni su quanto accaduto a Fazio e lo convoca per l'indomani nel suo ufficio.
Montalbano tenta di rimandare l'incontro inventandosi l'arrivo per il giorno dopo del Dott. Gruntz da Zurigo al fine di sottoporlo alla "double scrocson", pratica che dovrebbe guarirlo da un disturbo gastrico molto invalidante.
La pratica inventata da Montalbano prevede l'inserimento di un tubo nell'ano fino a farlo uscire dalla bocca.
Bonetti Alderighi disgustato e furioso lo convoca improrogabilmente per le 16:00 del giorno dopo.
Tornato a casa in tarda serata cena con quanto preparato da Adelina, menù che non prevede pesce, forse non trovato dalla donna al mercato.
Al mattino seguente decide di recarsi con Gallo a Fiacca per incontrare Fazio in ospedale.
Guidando a forte velocità Gallo raggiunge l'ospedale sfiorando i 170km orari.
Giunto in ospedale, dopo mezz'ora che andava "vacante" per reparti e corsie alla ricerca della stanza di Fazio chiede aiuto alla bella infermiera Angela.
La trentenne alta e bionda si dimostra ben disposta ad accompagnarlo.
Qui la signora Fazio lo avvisa che può stare solo cinque minuti come ordinato dal dottore.
Entrato in stanza viene nuovamente avvisato da un infermiera "nana" del tempo a disposizione.
Montalbano è impressionato dalle fasciature che Fazio ha in testa.
Con molta fatica e aiutato dal commissario, l'ispettore ricorda di essere stato contattato da un suo vecchio amico ed ex ballerino.
Montalbano chiede se si tratti di un certo Manzella e l'ispettore sorpreso risponde di si.
Cinque minuti dal suo ingresso fa ritorno l'infermiera "nana" che lo fa uscire, informandolo che dalle 16:00 alle 17:00 ci sarà orario di visita.
Inizia il disperato tentativo di Montalbano di trovare l'uscita e verrà nuovamente aiutato da Angela, a cui chiede se sarà presente in ospedale alle 16.
Inizia così tra i due un'intesa d'amicizia. 
Tornato in commissariato informa Augello delle condizioni di Fazio e di quanto gli ha raccontato.
Galluzzo lo informa delle ricerche sugli esercizi di pedicure e Mimì viene inviato a controllare se tra i nomi scoperti da Galluzzo ci sia un sessantenne scomparso da una settimana.
Fattasi quasi ora di pranzo Montalbano si prepara a chiamare nuovamente il questore Bonetti Alderighi.

### Capitolo 9
Montalbano comunica al questore l'impossibilità di recarsi presso di lui nel pomeriggio, volendo tornare a trovare Fazio.
La "farfanteria" che racconta è sempre più grande.
Il Dott.Gruntz lo ha sottoposto alla scrocson super,  provocando reazioni gastriche inenarrabili.
Essendo quasi ora di pranzo il questore rimane particolarmente disgustato e proroga l'appuntamento alle 9 dell'indomani mattina.
Preso dal "pititto" si reca alla trattoria di Enzo che lo informa che poco dopo sarebbe arrivato il questore con amici a mangiare pesce fresco.
Preso dal panico e dalla difficile giustificazione nel farsi trovare seduto al ristorante a mangiare, decide di rinunciare al pranzo, ma Enzo lo rassicura mettendolo in una saletta riservata per poi uscire alle 14.30 da una porta secondaria.
Si dirige così con Gallo presso l'ospedale di Fiacca ma il traffico è rallentato per un posto di blocco dei carabinieri che cercano un uomo basso, grasso con una cicatrice sulla faccia.
Giunto in ospedale incontra l'infermiera Angela che lo avvisa che l'ospedale è in allarme a causa di un uomo che si aggirava per i reparti con una pistola in pugno. La descrizione dell'uomo fatta da Angela corrisponde a quella dei carabinieri.
In ospedale sono ricoverati un giudice ed un onorevole, ma Montalbano non ritiene che la mafia si muova per due piccoli personaggi come loro.
Capisce così che l'uomo è venuto per uccidere Fazio.
Giunto in stanza, Fazio riconosce nella descrizione dell'uomo basso grasso e con la cicatrice sulla faccia uno dei due che voleva ucciderlo.
Fazio racconta che Manzella è un suo amico delle scuole elementari,
ex ballerino, sposato, che lo avvisa di un contrabbando nel porto.
Fazio dice di non averlo preso troppo sul serio ma comunque si lascia convincere ad andare al porto di notte per controllare.
Nel frattempo l'infermiera nana lo avvisa che il tempo di vista è terminato concludendo l'incontro.
Montalbano e Fazio si danno appuntamento in ospedale per il giorno dopo.

## Edizioni
- Andrea Camilleri, La danza del gabbiano, Prima ed., collana La memoria, Sellerio Editore, 2009,  pagg.271, ISBN 88-389-2385-X.